# Peter Gagliardi
Peter Gagliardi (ur. 28 grudnia 1962, zm. 6 stycznia 2003) – australijski judoka.
Uczestnik mistrzostw świata w 1987 i 1991. Zdobył cztery medale mistrzostw Oceanii w latach 1990 - 1992. Mistrz Australii w 1987, 1991 i 1992 roku.